# كوشك أباد (مهاجران)
کوشك أباد (بالفارسية: کوشک‌آباد) هي قرية تقع في إيران في Lalejin District. يقدر عدد سكانها بـ 1,618 نسمة .